# Paranthias
Paranthias är ett släkte av fiskar. Paranthias ingår i familjen havsabborrfiskar.
Kladogram enligt Catalogue of Life:
| Paranthias | \| \| Paranthias colonus \| \| \| \| \| \| Paranthias furcifer \| \| \| \| |
|            | \| \| Paranthias colonus \| \| \| \| \| \| Paranthias furcifer \| \| \| \| |
|            | Paranthias colonus                                                         |
|            |                                                                            |
|            | Paranthias furcifer                                                        |
|            |                                                                            |